# Charlotte Payne
Charlotte Payne (* 20. März 2002 in Reading) ist eine britische Leichtathletin, die sich auf den Hammerwurf spezialisiert hat.

## Sportliche Laufbahn
Erste Erfahrungen bei Meisterschaften auf internationaler Ebene sammelte Charlotte Payne im Jahr 2019, als sie bei den U20-Europameisterschaften in Borås mit einer Weite von 59,61 m den siebten Platz im Hammerwurf belegte. 2021 gelangte sie bei den U20-Europameisterschaften in Tallinn mit 62,13 m auf den vierten Platz und im Jahr darauf startete sie bei den Europameisterschaften in München, brachte dort aber in der Vorrunde keinen gültigen Versuch zustande. 2023 wurde sie bei der 1. Liga der Team-Europameisterschaft im Zuge der Europaspiele mit 71,14 m Vierte und anschließend gewann sie bei den U23-Europameisterschaften in Espoo mit 69,22 m die Silbermedaille hinter der Finnin Silja Kosonen. Anschließend schied sie bei den Weltmeisterschaften in Budapest mit 69,57 m in der Qualifikationsrunde aus. Im Jahr darauf verpasste er bei den Europameisterschaften in Rom mit 68,47 m den Finaleinzug.
In den Jahren 2022 und 2023 wurde Payne britische Meisterin im Hammerwurf.